# Acacia dunnii
Acacia dunnii là một loài thực vật có hoa trong họ Đậu. Loài này được (Maiden) Turrill miêu tả khoa học đầu tiên.